# Dobl-Zwaring
Dobl-Zwaring é um município da Áustria, situado no distrito de Graz-Umgebung, na estado da Estíria. Tem 37,92 km² de área e sua população em 2019 foi estimada em 3.525 habitantes.